# Acer bosniacum
Acer bosniacum é uma espécie de árvore do gênero Acer, pertencente à família Aceraceae.